# Frederick Trump
Pour les articles homonymes, voir Trump et Famille Trump.
Frederick Trump, né Friedrich Trumpf le 14 mars 1869 à Kallstadt (royaume de Bavière) en Allemagne et mort le 27 mai 1918 à New York, est un homme d'affaires allemand naturalisé américain. Il immigre aux États-Unis et fait fortune dans les villes champignons de la ruée vers l'or de l'Alaska, en gérant et en faisant construire restaurants et petits hôtels.
Il est le père de Fred Trump et de John George Trump et le grand-père de Donald Trump, 45e et 47e président des États-Unis.
Il meurt brutalement de la grippe espagnole en 1918 à l’âge de 49 ans.

## Biographie

### Naissance en royaume de Bavière
Friedrich Trump est né à Kallstadt en 1869, dans la région du Palatinat rhénan (alors royaume de Bavière), de Christian Johannes Trump et Katharina Kober,, de confession luthérienne. À l'époque, le Palatinat est une région relativement pauvre. La mère de Trump était issue d'une famille de vignerons.
Friedrich Trump a deux ans lorsqu'en 1871 le Palatinat intègre avec la Bavière le nouvel Empire allemand de Bismarck. Son père, Christian, meurt d'un emphysème pulmonaire six ans plus tard, le 6 juillet 1877. Il a 48 ans et laisse une famille criblée de dettes, contractées pendant ses dix ans de maladie.
En 1883, à 14 ans, Friedrich Trump est envoyé à la ville voisine de Frankenthal pour y être apprenti coiffeur. Il travaille sous la conduite d'un certain Friedrich Lang durant un an et demi, puis retourne dans sa ville natale pour y monter son propre salon. Mais Kallstadt est une petite ville de province d'à peine 1 000 habitants, et Frederick peine à faire sa place. L'âge de servir dans l'armée de l'Empire allemand approche, et il décide sur les conseils de sa mère de partir tenter sa chance en Amérique.

### Émigré en Amérique

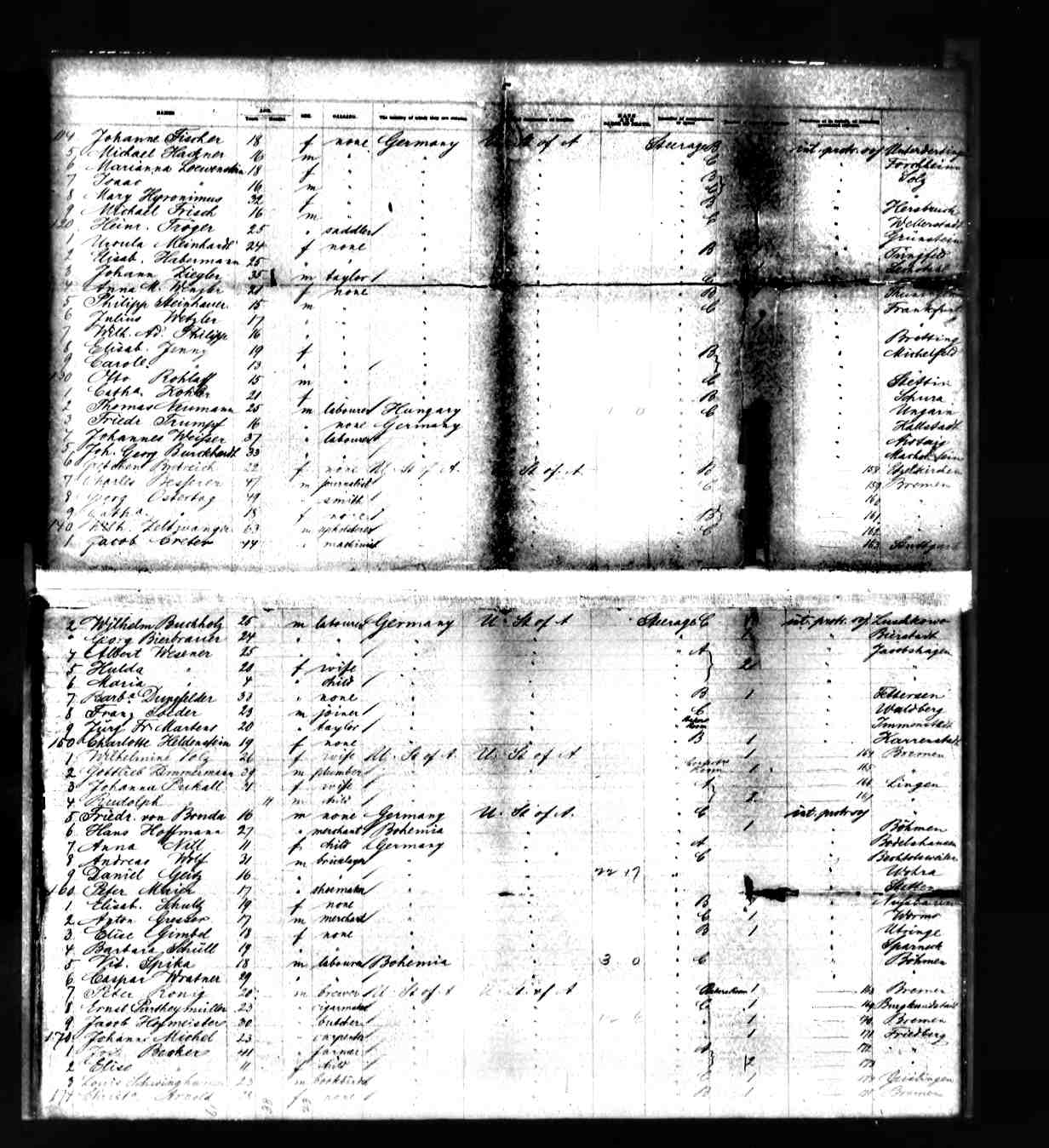
Registre de l'immigration au nom de Friedr. Trumpf

Frederick Trump a 16 ans, le 7 octobre 1885, lorsqu'il embarque sur le Eider (en) à Brême. Il débarque 12 jours plus tard à New York, dans le Centre d'Accueil des Émigrants de Castle Clinton. Le registre d'immigration des États-Unis enregistre son patronyme comme « Trumpf », sa dernière ville de résidence comme « Kallstadt », son pays natal comme « Germany »  (Allemagne) et sa profession « farmer » (agriculteur). Il rejoint sa sœur aînée Katharina et son époux Fred Shuster, qui l'avaient précédé de deux ans aux États-Unis.

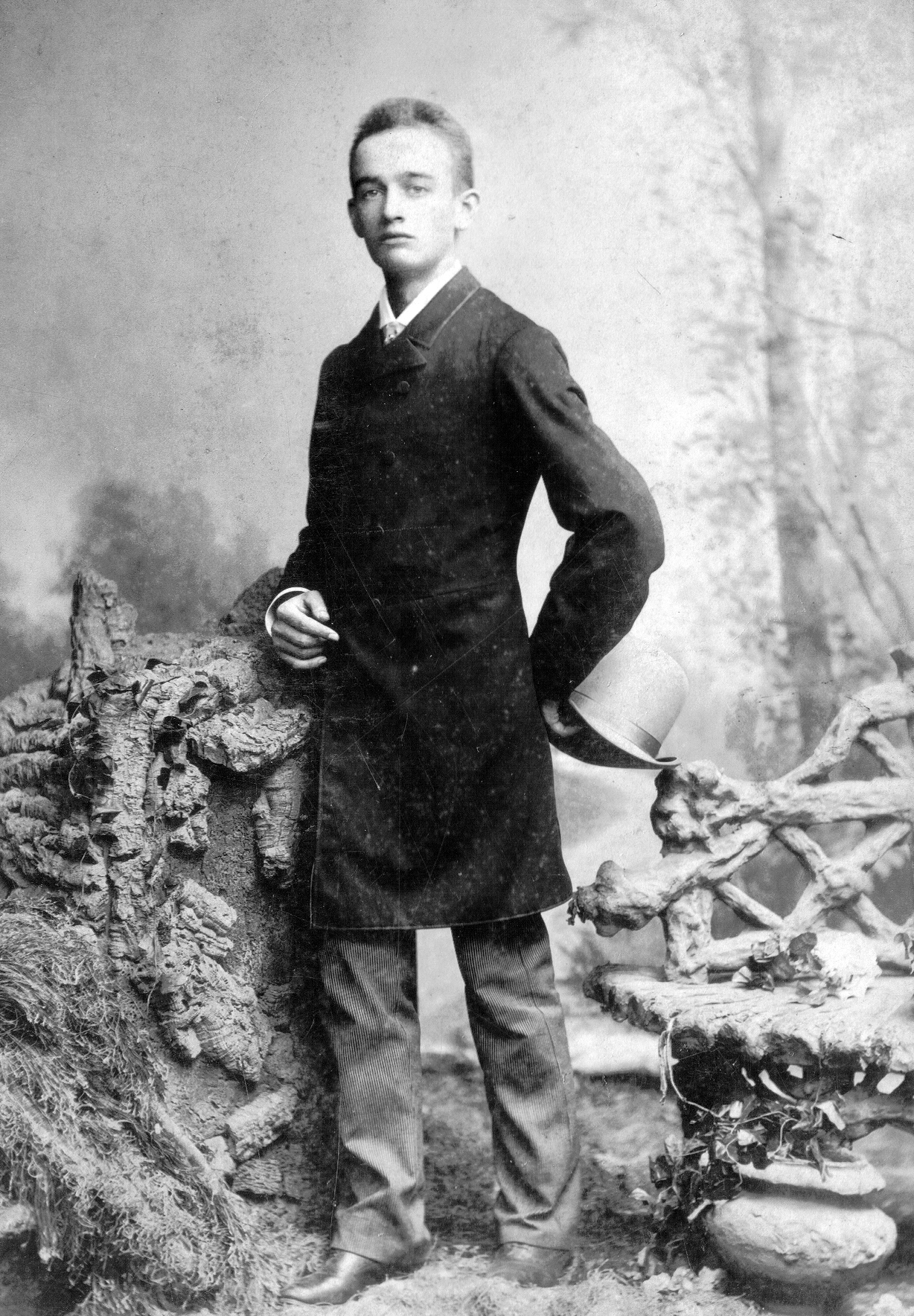
Frederick Trump à 18 ans, en 1887.

Dès le lendemain, il trouve un emploi de coiffeur, qu'il conserve pendant six ans. Il vit au 76 Forsyth Street, dans le quartier Lower East Side de Manhattan, au sein de la communauté des immigrés allemands palatins (en). Pour réduire son loyer, il déménage plus tard au 606, East 17th Street puis au 2012, Deuxième Avenue.

### L'appel de l'Ouest

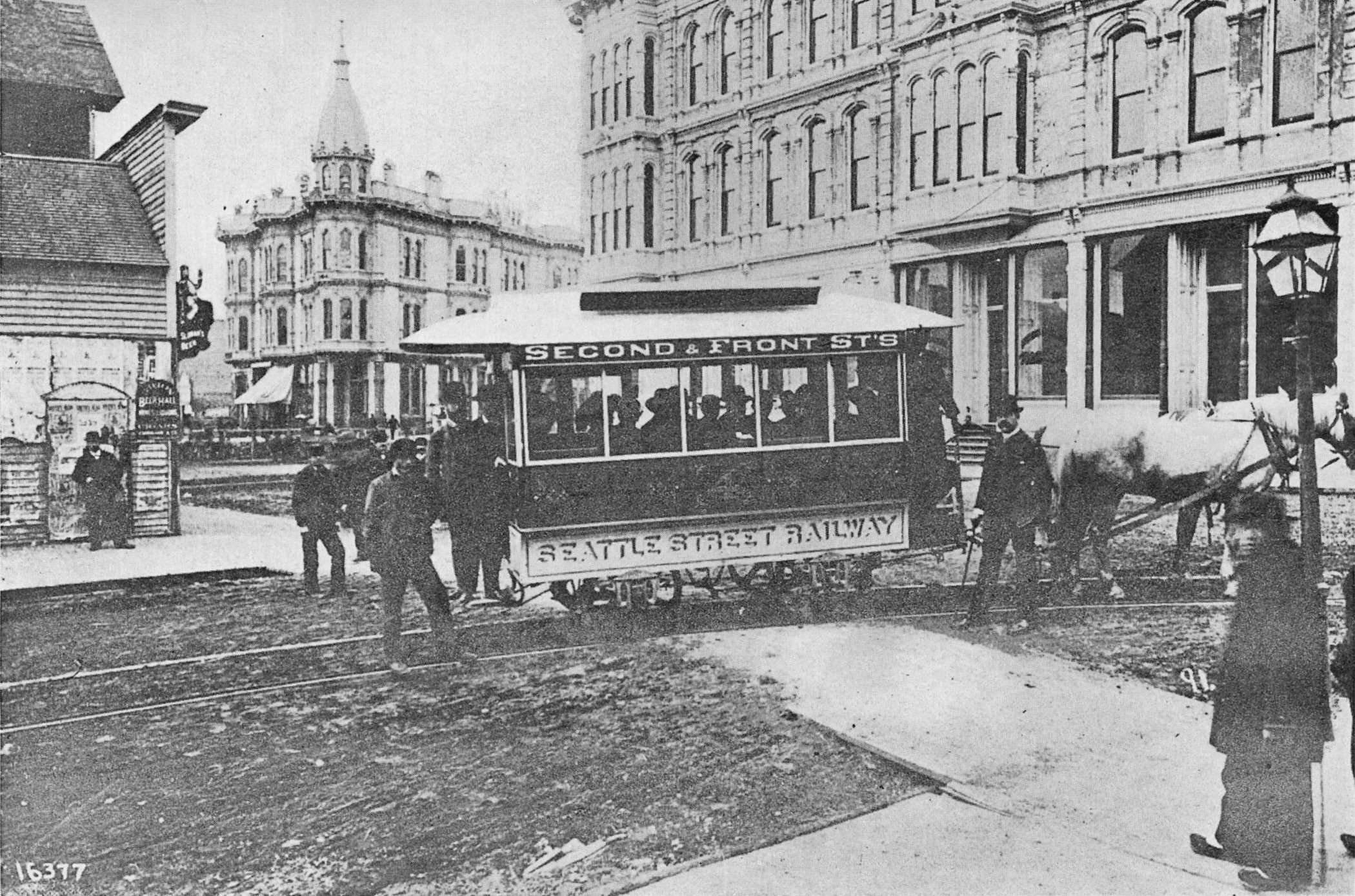
Tramway hippomobile à Yesler Way, Seattle, 1884

En 1891, il décide de tenter sa chance dans l'Ouest, et se rend à Seattle, dans l'État de Washington. Avec ses petites économies, il rachète un restaurant, The Poodle Dog, (en français, Le Caniche) qu'il rebaptise The Dairy Restaurant (Le Restaurant-Laiterie, rapport aux activités pratiquées). Situé au 208 Washington Street, le Dairy Restaurant est exactement au centre du quartier rouge de Seattle. Washington Street est qualifié de « a hotbed of sex, booze, and money, was the indisputable center of the action in Seattle » (en français : « le repaire du sexe, de l'alcool, de l'argent et le centre névralgique incontesté de Seattle »). Le restaurant de Frederick Trump sert de la nourriture et de l'alcool fort aux aventuriers de tout poil, et annonce sur sa devanture « Rooms for Ladies » (chambres pour filles), euphémisme pour lupanar. Il est naturalisé en 1892 et vote à l'élection présidentielle de 1892, la première à se tenir dans l'État de Washington.
En 1894, il revend The Dairy Restaurant et se rend à Monte Cristo, où de l'or a été découvert en 1889. Plutôt que de prospecter comme mineur, il achète du bois de construction et érige un nouvel hôtel-restaurant sur le modèle de celui de Seattle. La biographe de la famille Trump, Gwenda Blair, décrit Frederick Trump comme « mining the miners », (en français, « minant les mineurs ») : les mineurs ont en effet besoin d'un lieu où dormir, qu'ils trouvent de l'or ou non. En 1896, Frederick Trump est élu à 32 contre 5 juge de paix.

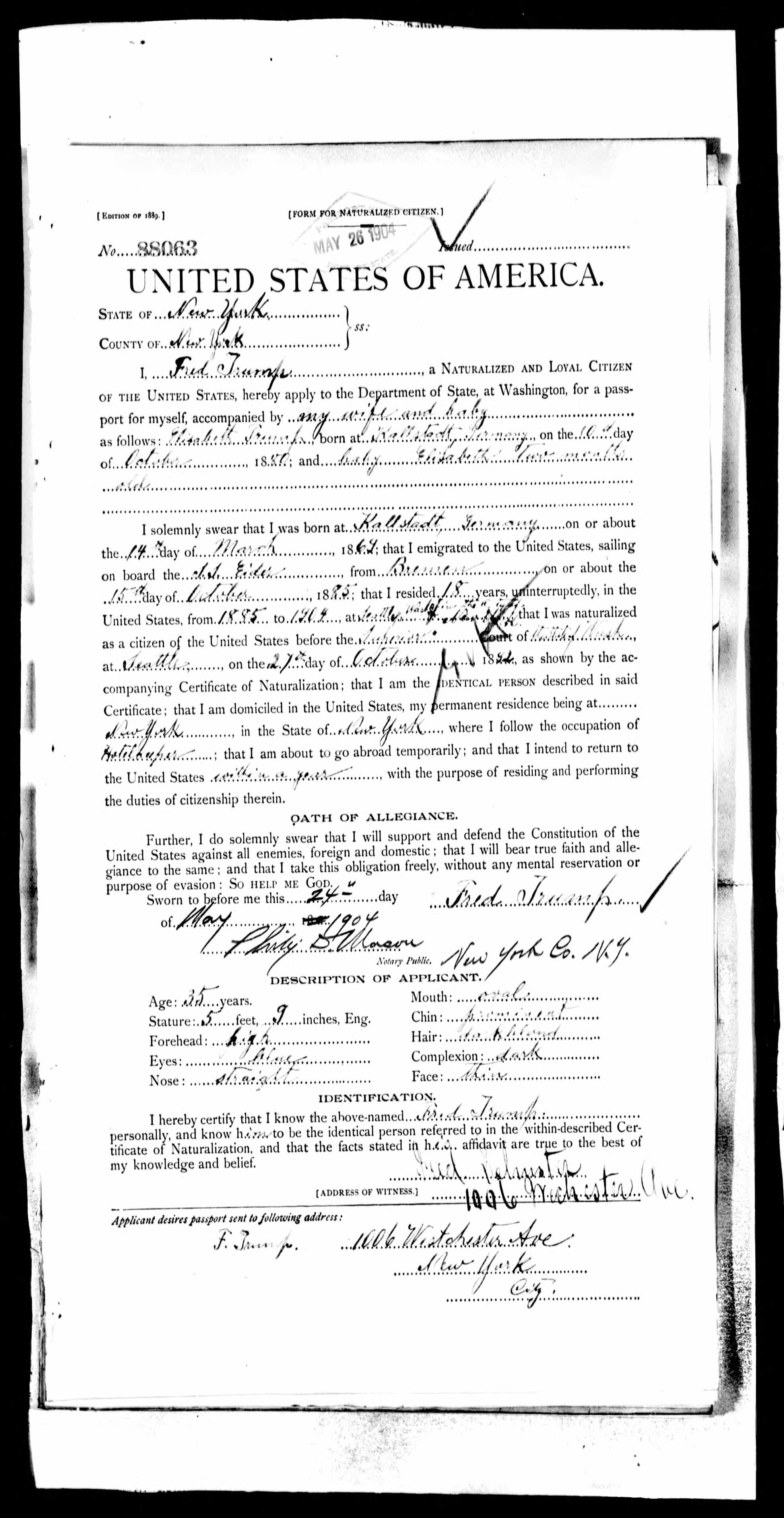
Passeport de Frederick Trump, 1896.

Après des années de vaine prospection, Rockefeller provoque une crise dans la région en retirant tous ses investissements majeurs en 1896. Au printemps 1896, la plupart des mineurs sont déjà partis tenter leur chance ailleurs. Frederick Trump, un des rares à faire des affaires à Monte Cristo, se rend compte bientôt qu'il doit lui aussi plier bagage. Mais en juillet 1897, des bateaux remplis d'or débarquent à San Francisco et Seattle. Ils viennent de la région du Yukon, dans l'extrême nord glacé du Canada. Immédiatement, des milliers de personnes prennent la route du Yukon ; Frederick Trump revend sa propriété de Monte Cristo et quelques semaines plus tard, il est de retour à Seattle.

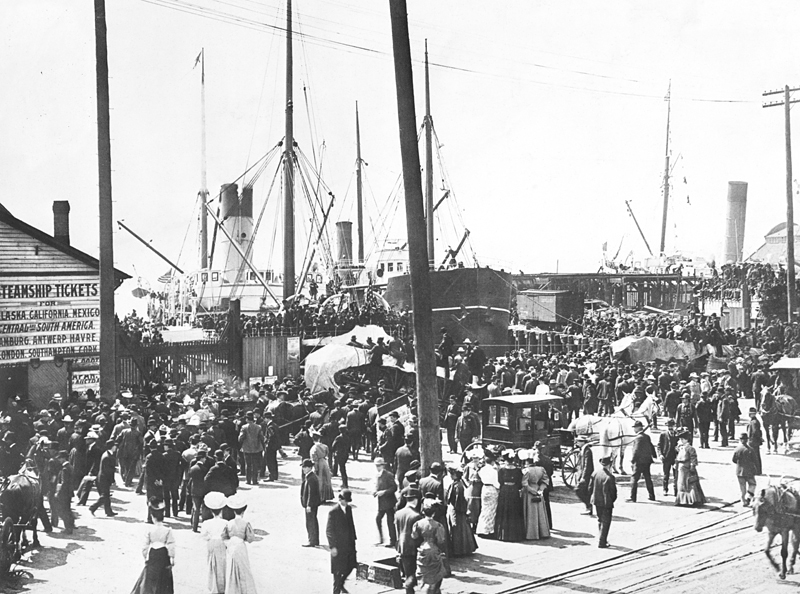
Port de Seattle, Washington durant la Ruée vers l'or du Klondike, en 1897.

Dans la « Queen City » (« la Ville Reine du Pacifique »), Frederick Trump ouvre de nouveau un restaurant, bien situé, au 207 Cherry Street. Il rembourse l'emprunt en quatre semaines. Les rumeurs de découverte d'or dans les affluents de la rivière Klondike s'amplifient, accroissant l'intérêt de Frederick Trump. Il finance le voyage de deux mineurs, à charge pour eux de lui réserver des concessions minières d'alluvions aurifères (placers) exploitations d'or (en). Il reçoit des nouvelles le 7 juillet : après avoir payé 15 $ au Land Office pour enregistrer leur concession, ils en revendent la moitié dès le lendemain, pour 400 $. Une semaine plus tard, un autre mineur revend le terrain pour 1 000 $. Le 20 septembre, ils prennent une nouvelle concession, à Deadwood Cree. Une moitié est vendue le mois suivant pour 150 $, et l'autre moitié deux mois plus tard pour 2 000$. À la fin de 1898, Frederick Trump a reçu assez de dollars pour aller lui-même dans le Yukon. Il achète l'équipement nécessaire, vend ses dernières propriétés de Monte Cristo et de Seattle, et transfère à sa sœur Louise un terrain de 20 hectares près du lac Pine, à 30 km à l'est de Seattle. Acheté 200 $ en 1894, elle en tirera 2 504 $ en 1900.

### La ruée vers l'or du Yukon

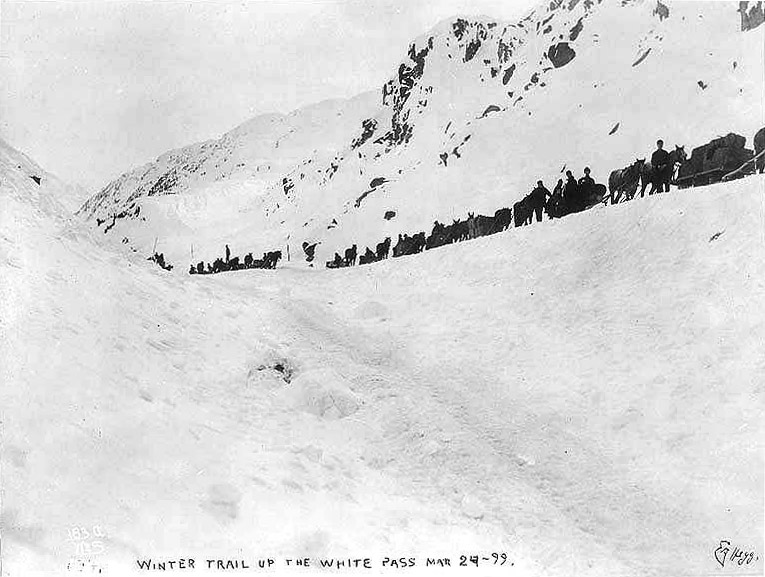
La route du col White en 1899.

Frederick Trump ouvre un restaurant sous tente sur le chemin du Yukon. La route du col White, connu pour son chemin du Cheval Mort, est une des plus utilisées par les trappeurs du Grand Nord. Dans son restaurant itinérant, tenu avec un autre mineur nommé Ernest Levin, Blair écrit qu'« un des plats fréquents était de la viande fraîchement abattue et surgelée de cheval ».

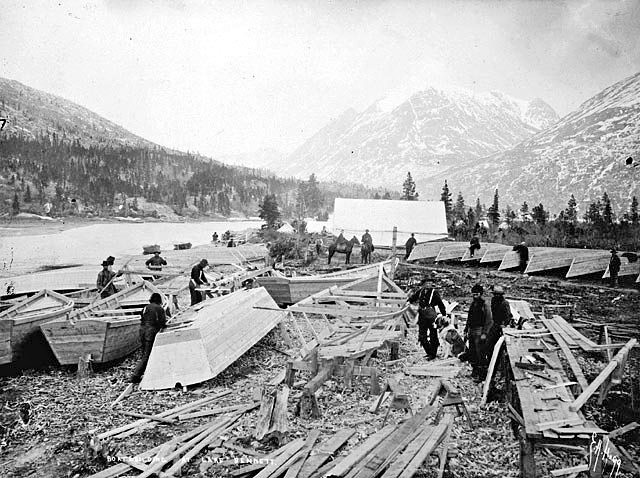
Construction de bateaux sur le lac Bennett, Bennett (Colombie-Britannique), durant Ruée vers l'or du Klondike.

En mai 1898, Trump et Levin s'installent à Bennett (Colombie-Britannique), une ville connue des prospecteurs d'or pour ses constructions de bateaux, permettant de rejoindre Dawson City, à l'époque capitale du Yukon. Ils ouvrent le Artic Restaurant and Hotel, qui offre le gîte et le couvert sous une mer de tentes,. L'Artic prospère et devient un bâtiment à deux étages.Le Yukon Sun publie un article décrivant la pension : « Pour des hommes seuls, l'Artic est à la fois un hébergement excellent et le meilleur restaurant de Bennett, mais je ne le conseillerais pas à une femme respectable pour dormir ; elle serait susceptible d'entendre de ces choses qui répugneraient à sa sensibilité - émanant malheureusement aussi de débauchées de son propre sexe. » L'Artic House est l'un des restaurants de la région de Klondike le plus grand et le plus décadent, offrant en plus de l'usuelle viande de cheval, de la viande de perdrix et des fruits frais. Il est ouvert 24 h/24 h, et dispose de balances pour mesurer les pépites d'or. Les Red Coats, la police montée de la région, sont connus pour fermer les yeux sur ce qu'il s'y passe tant qu'il n'y a pas de débordements.

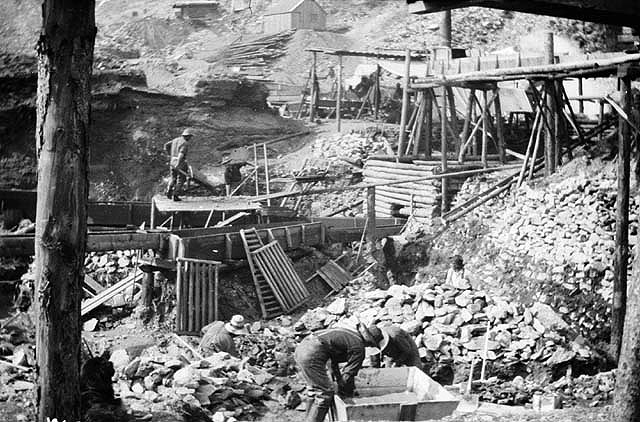
Mine entre deux écluses, Bonanza Creek, Yukon, 1899

En 1900, est achevée la route du Col White Pass et du Yukon, qui relie sur 111 miles (environ 180 km) Skagway, Alaska et Whitehorse. Trump établit le White Horse Restaurant and Inn à Whitehorse,. L'édifice, transbordé par barge, est opérationnel dès juin sur Front Street. Le restaurant possède le plus grand fourneau de la région et prépare quotidiennement plus de 3 000 repas. Frederick Trump en profite pour y ouvrir un casino, plébiscité par les mineurs. Mais son associé, Ernest Levin, devient alcoolique en dépit de l'énorme succès financier. Ils se brouillent et brisent leurs relations professionnelles en février 1901. Ils sont réconciliés dès le mois d'avril, mais entre-temps le gouvernement local a décrété la prohibition de la prostitution, des jeux d'argent et des spiritueux. Encore une fois, Frederick Trump sent le vent tourner, il vend ses parts du restaurant à Levin et abandonne le Yukon,. Quelques mois plus tard, Levin est arrêté pour ébriété publique et envoyé en prison. À Bennett, l'Artic Restaurant est saisi par les Red Coats. La ville de Whitehorse subit un terrible incendie en 1905, qui réduit en cendre le restaurant-casino. Blair écrit ainsi qu'« une fois encore, dans une situation qui fit tant de perdants, Trump parvint à s'en sortir comme un gagnant ».

### Mariage à Kallstadt

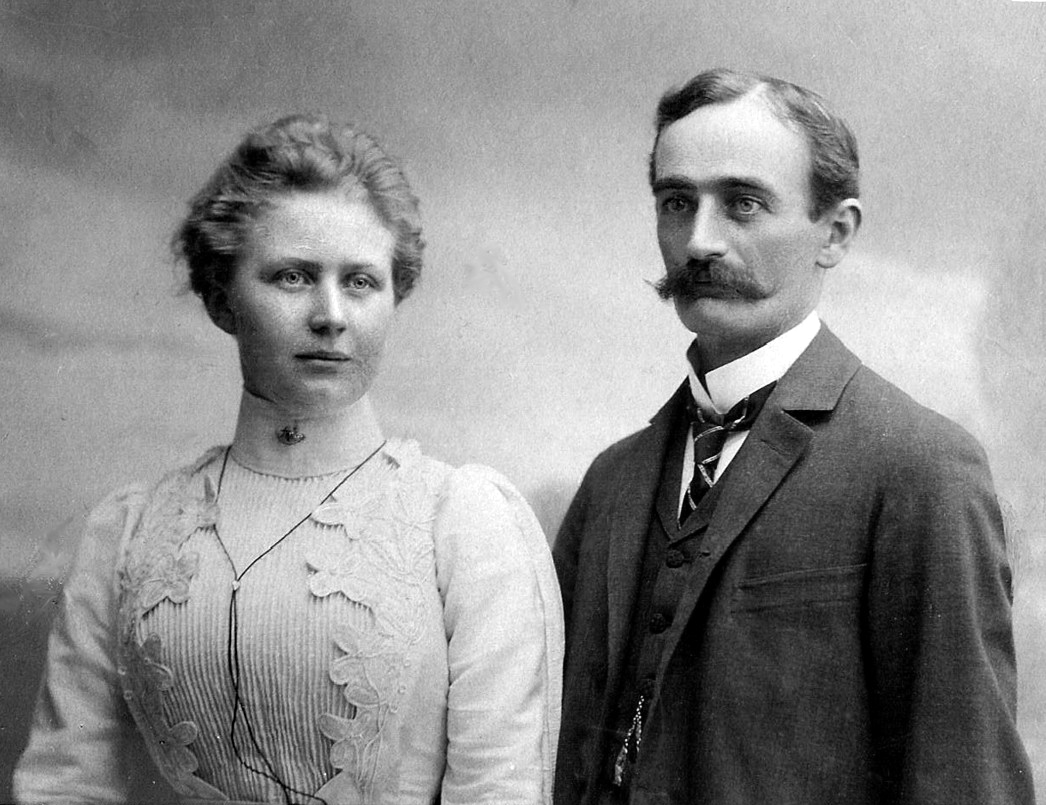
Elisabeth Christ et Frederick Trump, vers 1918.

Frederick Trump rentre à Kallstadt, dans l’Empire allemand. Il est maintenant un homme riche, et demande à la famille voisine des Christ la main de leur fille, Elisabeth, de 11 ans sa cadette,. Malgré les objections de sa mère, qui estime que son fils self-made-man, qui a réalisé son rêve américain, pourrait trouver une fiancée mieux nantie, ils se marient le 26 août 19021. Elle a 22 ans, lui 32. Le couple s'installe à New York, 1006 Westchester Avenue, dans le quartier allemand de Morrisania, Bronx.
Leur premier enfant naît le 20 avril 1904. Ils la baptisent Elizabeth, du nom de sa mère. La famille retourne à Kallstadt cette même année, après avoir vendu tous ses biens en Amérique. Son passeport daté d'avril 1904 indique comme profession « hotelkeeper », (« gérant d'hôtel »). À son arrivée, il dépose à la banque 80 000 marks, équivalant à 476 700 euros de 2016.
Les autorités soupçonnent bientôt Frederick d'avoir quitté l'Allemagne pour échapper au service militaire dans l'Armée impériale, et son dossier est classé comme insoumis. Le 24 décembre 1904, le Département de l'Intérieur annonce une enquête pour expulser Frederick Trump du pays. Officiellement, il a violé la résolution no 9916 de 1886 du ministère impérial de l'Intérieur (Reichsamt des Innern), qui retire sa nationalité à tout Allemand émigrant vers l'Amérique du Nord dans le but d'échapper à ses obligations militaires. Durant plusieurs mois, Trump demande en vain au ministère de réviser sa position et de lui permettre de rester dans son pays natal.

### Retour à New York
La famille Trump décide de retourner aux États-Unis fin juin 1905. Elizabeth met au monde un nouvel enfant le 11 octobre 1905, baptisé Frederick « Fred », du nom de son père. Ils résident alors au no 539 East 177th Street, dans le Bronx. Après la naissance de son troisième enfant, John George, le 21 août 1907, la famille déménage dans un quartier de classe moyenne du Queens, Woodhaven, où Frederick a commencé à développer des affaires dans l'immobilier. Il ouvre un salon de coiffure au no 60 Wall Street, dans Manhattan.
En 1908, Trump investit dans l'immobilier sur Jamaica Avenue, à Woodhaven. Deux ans plus tard, il y déménage avec sa famille et loue plusieurs chambres. Il est gérant du Medaillon Hotel sur la Sixième Avenue et la 23e Rue. Durant la Première Guerre mondiale, il souhaite développer ses investissements, mais ses origines allemandes lui attirent la suspicion des autorités.

### Mort
Un jour de mai 1918 où il se promène avec son fils Fred, il se sent soudainement très faible et doit être transporté rapidement dans son lit. Il meurt le lendemain, le 27 mai 1918, qui se trouve être aussi le Memorial Day. Ce qui est diagnostiqué comme une pneumonie aiguë s'avèrera être la conséquence de l'un des premiers cas de la grippe espagnole en 1918. Il a 49 ans,.
Il laisse son épouse Elizabeth seule avec ses trois enfants, mais avec une fortune de 4 000 $, de 36 000 $ d'actions, de deux appartements, sept chambres dans le Queens et quatorze prêts hypothécaires. Au total, 31 359 $ (soit 497 700 $, environ 470 000 € de 2016). Elizabeth Christ Trump et son fils Fred Trump poursuivent ses projets d'investissements immobiliers à New York et fondent la société Elizabeth Trump & Son, qui deviendra dans les années 1980 The Trump Organization, dirigée par Donald Trump.

## Descendance
|                           |                           |                           |                           |                           |                           |  |  |                            |                            |                            |                            |                            |                            |  |  |                        |                        |                        |                        |                        |                        |  |  |                             |                             |                             |                             |                             |                             |  |  |                          |                          |                          |                          |                          |                          |  |  | Frederick Trump (1869-1918) | Frederick Trump (1869-1918) | Frederick Trump (1869-1918) | Frederick Trump (1869-1918) | Frederick Trump (1869-1918) | Frederick Trump (1869-1918) |  |  | Elizabeth Christ (1880-1966) | Elizabeth Christ (1880-1966) | Elizabeth Christ (1880-1966) | Elizabeth Christ (1880-1966) | Elizabeth Christ (1880-1966) | Elizabeth Christ (1880-1966) |  |  |                              |                              |                              |                              |                              |                              |  |  |                        |                        |                        |                        |                        |                        |  |  |                             |                             |                             |                             |                             |                             |  |  |                       |                       |                       |                       |                       |                       |  |  |                |                |                     |                     |                     |                     |                     |                     |                     |                     |                          |                          |                          |                          |                          |                          |  |  |            |            |            |            |            |            |
|                           |                           |                           |                           |                           |                           |  |  |                            |                            |                            |                            |                            |                            |  |  |                        |                        |                        |                        |                        |                        |  |  |                             |                             |                             |                             |                             |                             |  |  |                          |                          |                          |                          |                          |                          |  |  | Frederick Trump (1869-1918) | Frederick Trump (1869-1918) | Frederick Trump (1869-1918) | Frederick Trump (1869-1918) | Frederick Trump (1869-1918) | Frederick Trump (1869-1918) |  |  | Elizabeth Christ (1880-1966) | Elizabeth Christ (1880-1966) | Elizabeth Christ (1880-1966) | Elizabeth Christ (1880-1966) | Elizabeth Christ (1880-1966) | Elizabeth Christ (1880-1966) |  |  |                              |                              |                              |                              |                              |                              |  |  |                        |                        |                        |                        |                        |                        |  |  |                             |                             |                             |                             |                             |                             |  |  |                       |                       |                       |                       |                       |                       |  |  |                |                |                     |                     |                     |                     |                     |                     |                     |                     |                          |                          |                          |                          |                          |                          |  |  |            |            |            |            |            |            |
|                           |                           |                           |                           |                           |                           |  |  |                            |                            |                            |                            |                            |                            |  |  |                        |                        |                        |                        |                        |                        |  |  |                             |                             |                             |                             |                             |                             |  |  |                          |                          |                          |                          |                          |                          |  |  |                             |                             |                             |                             |                             |                             |  |  |                              |                              |                              |                              |                              |                              |  |  |                              |                              |                              |                              |                              |                              |  |  |                        |                        |                        |                        |                        |                        |  |  |                             |                             |                             |                             |                             |                             |  |  |                       |                       |                       |                       |                       |                       |  |  |                |                |                     |                     |                     |                     |                     |                     |                     |                     |                          |                          |                          |                          |                          |                          |  |  |            |            |            |            |            |            |
|                           |                           |                           |                           |                           |                           |  |  |                            |                            |                            |                            |                            |                            |  |  |                        |                        |                        |                        |                        |                        |  |  |                             |                             |                             |                             |                             |                             |  |  |                          |                          |                          |                          |                          |                          |  |  |                             |                             |                             |                             |                             |                             |  |  |                              |                              |                              |                              |                              |                              |  |  |                              |                              |                              |                              |                              |                              |  |  |                        |                        |                        |                        |                        |                        |  |  |                             |                             |                             |                             |                             |                             |  |  |                       |                       |                       |                       |                       |                       |  |  |                |                |                     |                     |                     |                     |                     |                     |                     |                     |                          |                          |                          |                          |                          |                          |  |  |            |            |            |            |            |            |
|                           |                           |                           |                           |                           |                           |  |  |                            |                            |                            |                            |                            |                            |  |  |                        |                        |                        |                        |                        |                        |  |  | Henry Trump (1899-1900)     | Henry Trump (1899-1900)     | Henry Trump (1899-1900)     | Henry Trump (1899-1900)     | Henry Trump (1899-1900)     | Henry Trump (1899-1900)     |  |  | William Walter           | William Walter           | William Walter           | William Walter           | William Walter           | William Walter           |  |  | Elizabeth Trump (1904-1961) | Elizabeth Trump (1904-1961) | Elizabeth Trump (1904-1961) | Elizabeth Trump (1904-1961) | Elizabeth Trump (1904-1961) | Elizabeth Trump (1904-1961) |  |  | Fred Trump, Sr. (1905-1999)  | Fred Trump, Sr. (1905-1999)  | Fred Trump, Sr. (1905-1999)  | Fred Trump, Sr. (1905-1999)  | Fred Trump, Sr. (1905-1999)  | Fred Trump, Sr. (1905-1999)  |  |  | Mary MacLeod (1912-2000)     | Mary MacLeod (1912-2000)     | Mary MacLeod (1912-2000)     | Mary MacLeod (1912-2000)     | Mary MacLeod (1912-2000)     | Mary MacLeod (1912-2000)     |  |  | John Trump (1907-1985) | John Trump (1907-1985) | John Trump (1907-1985) | John Trump (1907-1985) | John Trump (1907-1985) | John Trump (1907-1985) |  |  | Elora Sauerbrun (1913-1983) | Elora Sauerbrun (1913-1983) | Elora Sauerbrun (1913-1983) | Elora Sauerbrun (1913-1983) | Elora Sauerbrun (1913-1983) | Elora Sauerbrun (1913-1983) |  |  |                       |                       |                       |                       |                       |                       |  |  |                |                |                     |                     |                     |                     |                     |                     |                     |                     |                          |                          |                          |                          |                          |                          |  |  |            |            |            |            |            |            |
|                           |                           |                           |                           |                           |                           |  |  |                            |                            |                            |                            |                            |                            |  |  |                        |                        |                        |                        |                        |                        |  |  | Henry Trump (1899-1900)     | Henry Trump (1899-1900)     | Henry Trump (1899-1900)     | Henry Trump (1899-1900)     | Henry Trump (1899-1900)     | Henry Trump (1899-1900)     |  |  | William Walter           | William Walter           | William Walter           | William Walter           | William Walter           | William Walter           |  |  | Elizabeth Trump (1904-1961) | Elizabeth Trump (1904-1961) | Elizabeth Trump (1904-1961) | Elizabeth Trump (1904-1961) | Elizabeth Trump (1904-1961) | Elizabeth Trump (1904-1961) |  |  | Fred Trump, Sr. (1905-1999)  | Fred Trump, Sr. (1905-1999)  | Fred Trump, Sr. (1905-1999)  | Fred Trump, Sr. (1905-1999)  | Fred Trump, Sr. (1905-1999)  | Fred Trump, Sr. (1905-1999)  |  |  | Mary MacLeod (1912-2000)     | Mary MacLeod (1912-2000)     | Mary MacLeod (1912-2000)     | Mary MacLeod (1912-2000)     | Mary MacLeod (1912-2000)     | Mary MacLeod (1912-2000)     |  |  | John Trump (1907-1985) | John Trump (1907-1985) | John Trump (1907-1985) | John Trump (1907-1985) | John Trump (1907-1985) | John Trump (1907-1985) |  |  | Elora Sauerbrun (1913-1983) | Elora Sauerbrun (1913-1983) | Elora Sauerbrun (1913-1983) | Elora Sauerbrun (1913-1983) | Elora Sauerbrun (1913-1983) | Elora Sauerbrun (1913-1983) |  |  |                       |                       |                       |                       |                       |                       |  |  |                |                |                     |                     |                     |                     |                     |                     |                     |                     |                          |                          |                          |                          |                          |                          |  |  |            |            |            |            |            |            |
|                           |                           |                           |                           |                           |                           |  |  |                            |                            |                            |                            |                            |                            |  |  |                        |                        |                        |                        |                        |                        |  |  |                             |                             |                             |                             |                             |                             |  |  |                          |                          |                          |                          |                          |                          |  |  |                             |                             |                             |                             |                             |                             |  |  |                              |                              |                              |                              |                              |                              |  |  |                              |                              |                              |                              |                              |                              |  |  |                        |                        |                        |                        |                        |                        |  |  |                             |                             |                             |                             |                             |                             |  |  |                       |                       |                       |                       |                       |                       |  |  |                |                |                     |                     |                     |                     |                     |                     |                     |                     |                          |                          |                          |                          |                          |                          |  |  |            |            |            |            |            |            |
|                           |                           |                           |                           |                           |                           |  |  |                            |                            |                            |                            |                            |                            |  |  |                        |                        |                        |                        |                        |                        |  |  |                             |                             |                             |                             |                             |                             |  |  |                          |                          |                          |                          |                          |                          |  |  |                             |                             |                             |                             |                             |                             |  |  |                              |                              |                              |                              |                              |                              |  |  |                              |                              |                              |                              |                              |                              |  |  |                        |                        |                        |                        |                        |                        |  |  |                             |                             |                             |                             |                             |                             |  |  |                       |                       |                       |                       |                       |                       |  |  |                |                |                     |                     |                     |                     |                     |                     |                     |                     |                          |                          |                          |                          |                          |                          |  |  |            |            |            |            |            |            |
|                           |                           |                           |                           |                           |                           |  |  |                            |                            |                            |                            |                            |                            |  |  |                        |                        |                        |                        |                        |                        |  |  |                             |                             |                             |                             |                             |                             |  |  |                          |                          |                          |                          |                          |                          |  |  |                             |                             |                             |                             |                             |                             |  |  |                              |                              |                              |                              |                              |                              |  |  |                              |                              |                              |                              |                              |                              |  |  |                        |                        |                        |                        |                        |                        |  |  |                             |                             |                             |                             |                             |                             |  |  |                       |                       |                       |                       |                       |                       |  |  |                |                |                     |                     |                     |                     |                     |                     |                     |                     |                          |                          |                          |                          |                          |                          |  |  |            |            |            |            |            |            |
|                           |                           |                           |                           |                           |                           |  |  |                            |                            |                            |                            |                            |                            |  |  |                        |                        |                        |                        |                        |                        |  |  |                             |                             |                             |                             |                             |                             |  |  |                          |                          |                          |                          |                          |                          |  |  |                             |                             |                             |                             |                             |                             |  |  |                              |                              |                              |                              |                              |                              |  |  |                              |                              |                              |                              |                              |                              |  |  |                        |                        |                        |                        |                        |                        |  |  |                             |                             |                             |                             |                             |                             |  |  |                       |                       |                       |                       |                       |                       |  |  |                |                |                     |                     |                     |                     |                     |                     |                     |                     |                          |                          |                          |                          |                          |                          |  |  |            |            |            |            |            |            |
| David Desmond, Sr.        | David Desmond, Sr.        | David Desmond, Sr.        | David Desmond, Sr.        | David Desmond, Sr.        | David Desmond, Sr.        |  |  | Maryanne Trump (1937-2023) | Maryanne Trump (1937-2023) | Maryanne Trump (1937-2023) | Maryanne Trump (1937-2023) | Maryanne Trump (1937-2023) | Maryanne Trump (1937-2023) |  |  | John Barry (????-2000) | John Barry (????-2000) | John Barry (????-2000) | John Barry (????-2000) | John Barry (????-2000) | John Barry (????-2000) |  |  | Fred Trump, Jr. (1938-1981) | Fred Trump, Jr. (1938-1981) | Fred Trump, Jr. (1938-1981) | Fred Trump, Jr. (1938-1981) | Fred Trump, Jr. (1938-1981) | Fred Trump, Jr. (1938-1981) |  |  | Linda Clapp              | Linda Clapp              | Linda Clapp              | Linda Clapp              | Linda Clapp              | Linda Clapp              |  |  | James Grau                  | James Grau                  | James Grau                  | James Grau                  | James Grau                  | James Grau                  |  |  | Elizabeth Trump (1942)       | Elizabeth Trump (1942)       | Elizabeth Trump (1942)       | Elizabeth Trump (1942)       | Elizabeth Trump (1942)       | Elizabeth Trump (1942)       |  |  | Ivana Zelníčková (1949-2022) | Ivana Zelníčková (1949-2022) | Ivana Zelníčková (1949-2022) | Ivana Zelníčková (1949-2022) | Ivana Zelníčková (1949-2022) | Ivana Zelníčková (1949-2022) |  |  | Donald Trump (1946)    | Donald Trump (1946)    | Donald Trump (1946)    | Donald Trump (1946)    | Donald Trump (1946)    | Donald Trump (1946)    |  |  | Marla Maples (1963)         | Marla Maples (1963)         | Marla Maples (1963)         | Marla Maples (1963)         | Marla Maples (1963)         | Marla Maples (1963)         |  |  | Melania Knauss (1970) | Melania Knauss (1970) | Melania Knauss (1970) | Melania Knauss (1970) | Melania Knauss (1970) | Melania Knauss (1970) |  |  |                |                | Blaine Beard (1957) | Blaine Beard (1957) | Blaine Beard (1957) | Blaine Beard (1957) | Blaine Beard (1957) | Blaine Beard (1957) |                     |                     | Robert Trump (1948-2020) | Robert Trump (1948-2020) | Robert Trump (1948-2020) | Robert Trump (1948-2020) | Robert Trump (1948-2020) | Robert Trump (1948-2020) |  |  | Ann Pallan | Ann Pallan | Ann Pallan | Ann Pallan | Ann Pallan | Ann Pallan |
| David Desmond, Sr.        | David Desmond, Sr.        | David Desmond, Sr.        | David Desmond, Sr.        | David Desmond, Sr.        | David Desmond, Sr.        |  |  | Maryanne Trump (1937-2023) | Maryanne Trump (1937-2023) | Maryanne Trump (1937-2023) | Maryanne Trump (1937-2023) | Maryanne Trump (1937-2023) | Maryanne Trump (1937-2023) |  |  | John Barry (????-2000) | John Barry (????-2000) | John Barry (????-2000) | John Barry (????-2000) | John Barry (????-2000) | John Barry (????-2000) |  |  | Fred Trump, Jr. (1938-1981) | Fred Trump, Jr. (1938-1981) | Fred Trump, Jr. (1938-1981) | Fred Trump, Jr. (1938-1981) | Fred Trump, Jr. (1938-1981) | Fred Trump, Jr. (1938-1981) |  |  | Linda Clapp              | Linda Clapp              | Linda Clapp              | Linda Clapp              | Linda Clapp              | Linda Clapp              |  |  | James Grau                  | James Grau                  | James Grau                  | James Grau                  | James Grau                  | James Grau                  |  |  | Elizabeth Trump (1942)       | Elizabeth Trump (1942)       | Elizabeth Trump (1942)       | Elizabeth Trump (1942)       | Elizabeth Trump (1942)       | Elizabeth Trump (1942)       |  |  |                              | Ivana Zelníčková (1949-2022) | Ivana Zelníčková (1949-2022) | Ivana Zelníčková (1949-2022) | Ivana Zelníčková (1949-2022) | Ivana Zelníčková (1949-2022) |  |  | Donald Trump (1946)    | Donald Trump (1946)    | Donald Trump (1946)    | Donald Trump (1946)    | Donald Trump (1946)    | Donald Trump (1946)    |  |  | Marla Maples (1963)         | Marla Maples (1963)         | Marla Maples (1963)         | Marla Maples (1963)         | Marla Maples (1963)         | Marla Maples (1963)         |  |  | Melania Knauss (1970) | Melania Knauss (1970) | Melania Knauss (1970) | Melania Knauss (1970) | Melania Knauss (1970) | Melania Knauss (1970) |  |  |                |                | Blaine Beard (1957) | Blaine Beard (1957) | Blaine Beard (1957) | Blaine Beard (1957) | Blaine Beard (1957) | Blaine Beard (1957) |                     |                     | Robert Trump (1948-2020) | Robert Trump (1948-2020) | Robert Trump (1948-2020) | Robert Trump (1948-2020) | Robert Trump (1948-2020) | Robert Trump (1948-2020) |  |  | Ann Pallan | Ann Pallan | Ann Pallan | Ann Pallan | Ann Pallan | Ann Pallan |
|                           |                           |                           |                           |                           |                           |  |  |                            |                            |                            |                            |                            |                            |  |  |                        |                        |                        |                        |                        |                        |  |  |                             |                             |                             |                             |                             |                             |  |  |                          |                          |                          |                          |                          |                          |  |  |                             |                             |                             |                             |                             |                             |  |  |                              |                              |                              |                              |                              |                              |  |  |                              |                              |                              |                              |                              |                              |  |  |                        |                        |                        |                        |                        |                        |  |  |                             |                             |                             |                             |                             |                             |  |  |                       |                       |                       |                       |                       |                       |  |  |                |                |                     |                     |                     |                     |                     |                     |                     |                     |                          |                          |                          |                          |                          |                          |  |  |            |            |            |            |            |            |
|                           |                           |                           |                           |                           |                           |  |  |                            |                            |                            |                            |                            |                            |  |  |                        |                        |                        |                        |                        |                        |  |  |                             |                             |                             |                             |                             |                             |  |  |                          |                          |                          |                          |                          |                          |  |  |                             |                             |                             |                             |                             |                             |  |  |                              |                              |                              |                              |                              |                              |  |  |                              |                              |                              |                              |                              |                              |  |  |                        |                        |                        |                        |                        |                        |  |  |                             |                             |                             |                             |                             |                             |  |  |                       |                       |                       |                       |                       |                       |  |  |                |                |                     |                     |                     |                     |                     |                     |                     |                     |                          |                          |                          |                          |                          |                          |  |  |            |            |            |            |            |            |
| David Desmond, Jr. (1960) | David Desmond, Jr. (1960) | David Desmond, Jr. (1960) | David Desmond, Jr. (1960) | David Desmond, Jr. (1960) | David Desmond, Jr. (1960) |  |  | Fritz Trump (1963)         | Fritz Trump (1963)         | Fritz Trump (1963)         | Fritz Trump (1963)         | Fritz Trump (1963)         | Fritz Trump (1963)         |  |  | Lisa Lorant            | Lisa Lorant            | Lisa Lorant            | Lisa Lorant            | Lisa Lorant            | Lisa Lorant            |  |  | Mary Trump (1965)           | Mary Trump (1965)           | Mary Trump (1965)           | Mary Trump (1965)           | Mary Trump (1965)           | Mary Trump (1965)           |  |  | Donald Trump, Jr. (1977) | Donald Trump, Jr. (1977) | Donald Trump, Jr. (1977) | Donald Trump, Jr. (1977) | Donald Trump, Jr. (1977) | Donald Trump, Jr. (1977) |  |  | Vanessa Haydon (1977)       | Vanessa Haydon (1977)       | Vanessa Haydon (1977)       | Vanessa Haydon (1977)       | Vanessa Haydon (1977)       | Vanessa Haydon (1977)       |  |  | Jared Kushner (1981)         | Jared Kushner (1981)         | Jared Kushner (1981)         | Jared Kushner (1981)         | Jared Kushner (1981)         | Jared Kushner (1981)         |  |  | Ivanka Trump (1981)          | Ivanka Trump (1981)          | Ivanka Trump (1981)          | Ivanka Trump (1981)          | Ivanka Trump (1981)          | Ivanka Trump (1981)          |  |  | Eric Trump (1984)      | Eric Trump (1984)      | Eric Trump (1984)      | Eric Trump (1984)      | Eric Trump (1984)      | Eric Trump (1984)      |  |  | Lara Yunaska (1982)         | Lara Yunaska (1982)         | Lara Yunaska (1982)         | Lara Yunaska (1982)         | Lara Yunaska (1982)         | Lara Yunaska (1982)         |  |  | Tiffany Trump (1993)  | Tiffany Trump (1993)  | Tiffany Trump (1993)  | Tiffany Trump (1993)  | Tiffany Trump (1993)  | Tiffany Trump (1993)  |  |  | Michael Boulos | Michael Boulos | Michael Boulos      | Michael Boulos      | Michael Boulos      | Michael Boulos      |                     |                     | Barron Trump (2006) | Barron Trump (2006) | Barron Trump (2006)      | Barron Trump (2006)      | Barron Trump (2006)      | Barron Trump (2006)      |                          |                          |  |  |            |            |            |            |            |            |
| David Desmond, Jr. (1960) | David Desmond, Jr. (1960) | David Desmond, Jr. (1960) | David Desmond, Jr. (1960) | David Desmond, Jr. (1960) | David Desmond, Jr. (1960) |  |  | Fritz Trump (1963)         | Fritz Trump (1963)         | Fritz Trump (1963)         | Fritz Trump (1963)         | Fritz Trump (1963)         | Fritz Trump (1963)         |  |  | Lisa Lorant            | Lisa Lorant            | Lisa Lorant            | Lisa Lorant            | Lisa Lorant            | Lisa Lorant            |  |  | Mary Trump (1965)           | Mary Trump (1965)           | Mary Trump (1965)           | Mary Trump (1965)           | Mary Trump (1965)           | Mary Trump (1965)           |  |  | Donald Trump, Jr. (1977) | Donald Trump, Jr. (1977) | Donald Trump, Jr. (1977) | Donald Trump, Jr. (1977) | Donald Trump, Jr. (1977) | Donald Trump, Jr. (1977) |  |  | Vanessa Haydon (1977)       | Vanessa Haydon (1977)       | Vanessa Haydon (1977)       | Vanessa Haydon (1977)       | Vanessa Haydon (1977)       | Vanessa Haydon (1977)       |  |  | Jared Kushner (1981)         | Jared Kushner (1981)         | Jared Kushner (1981)         | Jared Kushner (1981)         | Jared Kushner (1981)         | Jared Kushner (1981)         |  |  | Ivanka Trump (1981)          | Ivanka Trump (1981)          | Ivanka Trump (1981)          | Ivanka Trump (1981)          | Ivanka Trump (1981)          | Ivanka Trump (1981)          |  |  | Eric Trump (1984)      | Eric Trump (1984)      | Eric Trump (1984)      | Eric Trump (1984)      | Eric Trump (1984)      | Eric Trump (1984)      |  |  | Lara Yunaska (1982)         | Lara Yunaska (1982)         | Lara Yunaska (1982)         | Lara Yunaska (1982)         | Lara Yunaska (1982)         | Lara Yunaska (1982)         |  |  | Tiffany Trump (1993)  | Tiffany Trump (1993)  | Tiffany Trump (1993)  | Tiffany Trump (1993)  | Tiffany Trump (1993)  | Tiffany Trump (1993)  |  |  | Michael Boulos | Michael Boulos | Michael Boulos      | Michael Boulos      | Michael Boulos      | Michael Boulos      |                     |                     | Barron Trump (2006) | Barron Trump (2006) | Barron Trump (2006)      | Barron Trump (2006)      | Barron Trump (2006)      | Barron Trump (2006)      |                          |                          |  |  |            |            |            |            |            |            |